# Cloruro de azufre(II)
El cloruro de azufre(II), o dicloruro de azufre (SCl2), es un líquido de color rojo cereza. Es producido mediante la cloración del azufre elemental o del dicloruro de disulfuro S2Cl2. La separación de SCl2 desde S2Cl2 es posible vía destilación con PCl3 para formar un azeótropo del 99% de pureza.

## Cloración del azufre
La cloración del azufre ocurre en una serie de etapas, algunas de éstas son:

S8 + 4Cl2 → 4S2Cl2; ΔH = −58.2 kJ/mol
S2Cl2 + Cl2 → 2SCl2; ΔH = −40.6 kJ/mol

La adición de Cl2 a S2Cl2 está considerada para producir, mediante una valencia mixta, el producto intermedio Cl3S-SCl.
SCl2 experimenta incluso una nueva cloración para dar SCl4, pero esta especie es inestable cerca de la temperatura ambiente. Es probable que existan varios SxCl2, donde x > 2.

## Uso de SCl2en síntesis químicas
- SCl2 se usa ocasionalmente en síntesis orgánicas, una aplicación es su adición a 1,5-Ciclooctadieno para dar un tioéter dicíclico. En una reacción lamentablemente conocida, SCl2 añadido a etileno da mostaza sulfurada, una de los dos tipos de armas químicas del tipo gas mostaza (que no es un gas, sino un líquido).
- SCl2 es un precursor de SF4.
- SCl2 es un reactivo principal en la preparación de compuestos S-N relacionados con S4N4.
- SCl2 reacciona con H2S para dar sulfuros de hidrógeno "superiores" como el S3H2.

## Seguridad
SCl2 reacciona mediante hidrólisis potencialmente peligrosa con desprendimiento de HCl. Las muestras con mucho tiempo contienen Cl2.